# Giulio Aquila
Giulio Aquila, eigentlich Julius Spitz, auch Gyula Sas (* 16. Dezember 1893 in Jászberény, Österreich-Ungarn; † 26. August 1943 in Swobodny, Russische SFSR, Sowjetunion) war ein ungarischer kommunistischer Funktionär.

## Leben
Julius Spitz, der älteste Sohn des jüdischen Gemischtwarenhändlers Benjamin Spitz aus Oroszfalva und der Hani Blumenfeld, besuchte ab 1899 die örtliche Elementarschule und 1903–1908 das Gymnasium. Dann besuchte er bis 1911 die Bankkaufmannsschule in Großwardein und arbeitete ein Jahr in Miskolc bei der Budapester Bank der Landwirte, ehe er 1913–1915 Vertreter einer Wollfirma in Wien war.
Im Zuge der Magyarisierung hatten er und seine Brüder Andreas und Stephan sich den ungarischen Nachnamen Sas (dt. Adler) zugelegt.
Am 6. Oktober 1916 heiratet er in Pressburg Etelka Silberer (* 21. April 1886 in Budapest; † 1955 in Moskau). Sie hatten die Töchter Agnes (1921–2001) und Vera (* 1919) die 1933 mit der Mutter in die Sowjetunion emigrierten und Schüler der Karl-Liebknecht-Schule in Moskau wurden.
1916–1918 diente Gyula Sas in der österreichischen Armee. Nachdem er seit 1911 Mitglied der Sozialdemokratischen Partei Österreich-Ungarns war, trat er 1919 in die Ungarische Kommunistische Partei über und gehörte während der Ungarischen Räterepublik dem Ökonomischen Rat unter Eugen Varga an. Nach deren Niederschlagung flüchtete er im September zunächst nach Wien.
In Italien wirkte er im Auftrag der Komintern und war zeitweise Mitglied der Italienischen Kommunistischen Partei, bis er nach dem Mussolini-Putsch 1921 ausgewiesen wurde.
Er nahm den Parteinamen Aquila an, unter dem er für die Presse schrieb, zog nach Berlin, wurde Mitglied der KPD und arbeitete hauptamtlich als Parteiarbeiter für die Komintern und die sowjetische Handelsvertretung. Er befasste sich vor allem mit der italienischen Frage und mit Faschismusfragen und publizierte mehrere Artikel und Broschüren. Mit Willi Münzenberg war er 1924 auch Berichterstatter über die „faschistische Bewegung“ auf dem 5. Komintern-Kongress. Seine letzte Arbeitsstelle in Berlin war das Internationale Antifaschistische Komitee.
1924 heiratete er Valentina Dina Adler (1898–1942), die älteste Tochter von Alfred und Raissa Adler. Adler hatte in Wien in Nationalökonomie promoviert, arbeitete in Berlin und war Mitglied der KPD.
1929–30 wurde er nach Moskau abkommandiert, wo er als Referent für italienische Fragen bei der Komintern arbeitete. 1931 kehrte er wieder nach Deutschland zurück und arbeitete in der außenpolitischen Redaktion der Roten Fahne. Nachdem er im März 1933 verhaftet und im April als Staatenloser ausgewiesen war, kehrte er im Juni 1933 in die Sowjetunion zurück, nahm eine Arbeit im ZK der KPdSU (B) im Büro von Karl Radek auf und arbeitete auch in Eugen Vargas 1924 gegründetem Institut für Weltwirtschaft. Valentina emigrierte im Januar 1934 in die Sowjetunion und arbeitete in der Verlagsgenossenschaft ausländischer Arbeiter.
Am 17. Januar 1937 wurden beide vom NKWD verhaftet, möglicherweise wegen ihres Kontaktes zu Radek. Giulio Aquila wurde am 2. Oktober 1937 zu 10 Jahren Arbeitslager verurteilt und starb am 26. August 1943 in einem Lager im Fernen Osten bei der Stadt Swobodny, einer Station an der Transsibirischen Eisenbahn, Valentina 1942 im Gulag in Akmolinsk.
Seine Tochter Agnes hatte sich 1941 als Freiwillige zur Roten Armee gemeldet und war bis 1943 hinter den feindlichen Linien eingesetzt. Später arbeitete sie als Maschinensetzerin in der 7. Druckerei für Fremdsprachen. Sie bemühte sich um die Freilassung und Rehabilitierung ihres Vaters und wurde im Februar 1943 wegen „Nichtbeachtung des Passgesetzes“ verhaftet. 1947 kehrte sie nach Deutschland zurück, wurde Mitglied der SED und arbeitete als Journalistin und Dolmetscherin.

## Veröffentlichungen
- Die italienische sozialistische Partei; 1922 (Online)
- Der Faschismus in Italien; 1923 (Online (Memento vom 4. August 2012 auf WebCite))
- Faschismusanalyse 2. Faschismus an der Macht
- Faschismusanalyse.
- mit Willi Münzenberg: Bericht über die faschistische Bewegung Frühjahr 1924 unterbreitet dem fünften Kongress der Kommunistischen Internationale im Auftrage der Komintern-Kommission gegen den Faschismus; 1924